# Libri di High School Musical
Il primo libro della serie High School Musical è stato High School Musical, la novelization del film uscito nel 2006 editato dalla Disney Press. Il romanzo si piazzò al primo posto della classifica dei bestseller del New York Times e vi rimase per sedici settimane. Poco dopo l'uscita del romanzo la Disney annunciò la realizzazione di una serie di libri intitolata Storie da East High. Un elenco completo dei libri è il seguente:

## Elenco di libri

### Romanzi
I seguenti libri sono le novelizations dei tre film della serie.
| N° | Titolo                                                                  | Data di uscita    | Autore     |
| -- | ----------------------------------------------------------------------- | ----------------- | ---------- |
| 1  | High School Musical (High School Musical)                               | 1 giugno 2006     | N.B. Grace |
| 2  | High School Musical 2 (High School Musical 2)                           | 14 agosto 2007    | N.B. Grace |
| 3  | High School Musical 3: Senior Year (High School Musical 3: Senior Year) | 23 settembre 2008 | N.B. Grace |

### Storie da East High
Questa serie di libri è considerata separata dalle novelizations, anche se fanno riferimento ad eventi narrati nei romanzi e negli altri libri della serie.
| N° USA | Libro originale        | N° ITA | Libro italiano                            | Data di uscita    | Autore          |
| ------ | ---------------------- | ------ | ----------------------------------------- | ----------------- | --------------- |
| 1      | Battle of The Bands    | 1      | La battaglia delle band / Forza Wildcats! | 16 gennaio 2007   | N.B. Grace      |
| 2      | Wildcat Spirit         | 1      | La battaglia delle band / Forza Wildcats! | 20 marzo 2007     | Catherine Hapka |
| 3      | Poetry in Motion       | 2      | Poeti in azione                           | 22 maggio 2007    | Alice Alfonsi   |
| 4      | Crunch Time            | 3      | Sotto le stelle                           | 31 luglio 2007    | N.B. Grace      |
| 5      | Broadway Dreams        | 4      | Sognando Broadway / Questioni di cuore    | 25 settembre 2007 | N.B. Grace      |
| 6      | Heart to Heart         | 4      | Sognando Broadway / Questioni di cuore    | 27 novembre 2007  | Helen Perelman  |
| 7      | Friends 4Ever?         | N.D.   | N.D.                                      | 26 febbraio 2008  | Catherine Hapka |
| 8      | Get Your Vote On!      | N.D.   | N.D.                                      | 22 aprile 2008    | Alice Alfonsi   |
| 9      | Ringin' It In          | N.D.   | N.D.                                      | 26 agosto 2008    | N.B. Grace      |
| 10     | Turn Up the Heat       | N.D.   | N.D.                                      | 28 ottobre 2008   | Helen Perelman  |
| 11     | In The Spotlight       | N.D.   | N.D.                                      | 23 dicembre 2008  | Catharine Hapka |
| 12     | Bonjour, Wildcats!     | N.D.   | N.D.                                      | 24 febbraio 2009  | N.B. Grace      |
| 13     | Game On                | N.D.   | N.D.                                      | 28 aprile 2009    | Sarah Nathan    |
| 14     | Lights, Camera, Action | N.D.   | N.D.                                      | 21 luglio 2009    | N.B. Grace      |

#### Super Special Series
| N° | Titolo          | Data di uscita | Autore         |
| -- | --------------- | -------------- | -------------- |
| 1  | Under the Stars | 3 giugno 2008  | Helen Perelman |
| 2  | Shining Moments | 28 aprile 2009 | Helen Perelman |